# Mantschenky
Mantschenky (ukrainisch Манченки; russisch Манченки Mantschenki) ist eine Siedlung städtischen Typs in der ukrainischen Oblast Charkiw mit etwa 700 Einwohnern (2019).
Die 1765 gegründete Ortschaft erhielt 1957 den Status einer Siedlung städtischen Typs und war bis Juni 2020 das administrative Zentrum der gleichnamigen Siedlungsratsgemeinde innerhalb des Rajon Charkiw.
Mantschenky liegt nördlich der Fernstraße M 03/E 40 33 km westlich von Charkiw.
Am 12. Juni 2020 wurde die Siedlung ein Teil der neu gegründeten Stadtgemeinde Ljubotyn; bis dahin bildete sie zusammen mit den Dörfern Horichowe (Горіхове), Huryne (Гурине), Myschtschenky (Мищенки) und Nesterenky (Нестеренки) sowie die Ansiedlungen Bartschany (Барчани), Sanschary (Санжари), Spartassy (Спартаси), Trawnewe (Травневе) und Udarne (Ударне) die Siedlungsratsgemeinde Mantschenky (Манченківська селищна рада/Mantschenkiwska selyschtschna rada) im Westen des Rajons Charkiw.